# ベニー・グッドマン
ベニー・グッドマン（Benny Goodman、本名：ベンジャミン・デイヴィッド・グッドマン（Benjamin David Goodman）、1909年5月30日 - 1986年6月13日）は、アメリカのクラリネット奏者、バンドリーダー。スウィング・ジャズの代表的存在として知られる。

## 略歴

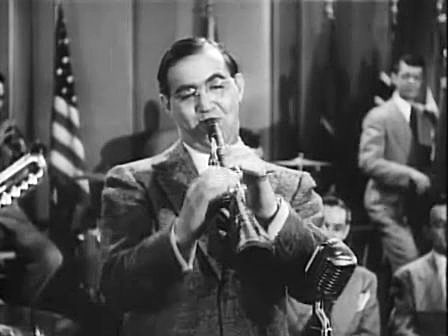
クラリネットを演奏するベニー・グッドマン。
映画「ステージドア・キャンティーン（Stage Door Canteen、1943年）」より

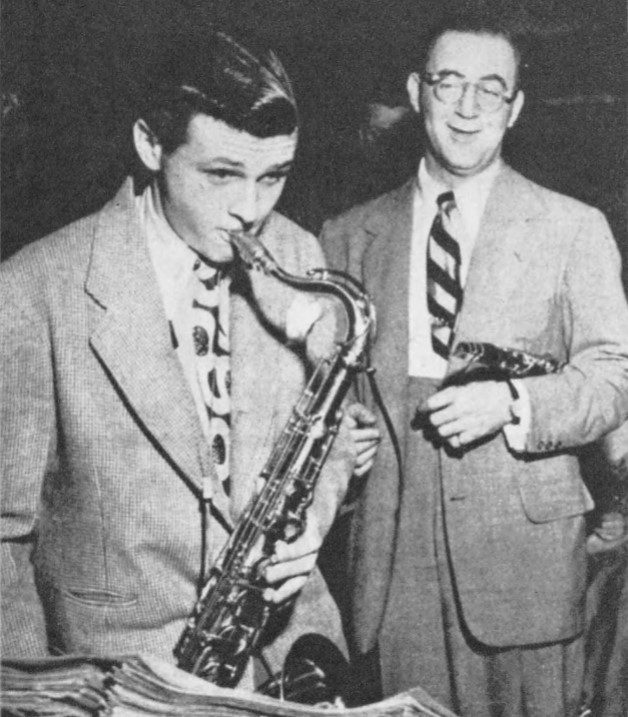
スタン・ゲッツとグッドマン（1946年頃）

貧しいロシア系ユダヤ移民である縫製職人の家の九男としてシカゴに生まれ、「ハル・ハウス」という福祉施設で教育を受ける。さらに地元の音楽教室で無償の音楽教育を受け、10歳の頃には元シカゴ音楽大学教師、フランツ・シェップからクラリネットの手ほどきを受けた。グッドマンは11歳のときに演奏家としてデビューする。
1923年にコルネット奏者のビックス・バイダーベックと共演し、1925年にベン・ポラック楽団（the Ben Pollack Orchestra）に参加。1928年には本拠地をニューヨークへ移し、翌1929年には楽団から離れてソロ活動を始めた
1932年には自分の楽団を結成し、NBCラジオに定期的に出演。1935年のロサンゼルスの有名なダンスホールである、パロマー・ボールルーム（Palomar Ballroom）での大成功をきっかけに全米での人気を獲得し、1938年にはカーネギー・ホールで最初のジャズ・コンサートを行いスウィングの王様（King of Swing）と称されるに至る。グッドマンの代表曲としては、ジーン・クルーパの原始的で力強いドラムから始まる『シング・シング・シング』（Sing Sing Sing）などが挙げられる。
リベラル派としても知られ、人種差別が激しかった時代にテディ・ウィルソン、ライオネル・ハンプトン、チャーリー・クリスチャンなどの黒人ミュージシャンを積極的に雇用した。大編成のグッドマン楽団の他、彼らを起用したトリオ、カルテット、セクステットといった小編成のグループでも演奏活動を行った。またジョセフ・マッカーシーによるハリウッド10への赤狩りに反対したことでも知られている。俳優が中心の反対運動で、ジャズ音楽家としては数少ない勇気ある人物だった。
グッドマンはクラシック音楽の分野でも活躍し、モーツァルトのクラリネット協奏曲（シャルル・ミュンシュ指揮、ボストン交響楽団との共演）、やクラリネット五重奏曲（ボストン・シンフォニー四重奏団との共演）などを録音している。また、当時の現代作曲家バルトークとも親交があり、グッドマンに献呈された『ヴァイオリンとクラリネットとピアノのためのコントラスツ』は、作曲者及び同時に献呈を受けたヴァイオリニストのシゲティとの録音が残されている。他にもコープランドが彼のためにクラリネット協奏曲を作曲したほか、バーンスタインとも共演している。
ジャズで名声を得た後にクラシックを手掛けるにあたり、イギリスのクラリネット奏者レジナルド・ケルから改めて奏法のレッスンを受けた。
1955年には前半生を描いた映画『ベニイ・グッドマン物語』が公開された。グッドマン役は当時彼のそっくりさんとして有名だったテレビ司会者のスティーヴ・アレンが務め、ジーン・クルーパ、ハリー・ジェイムス、ライオネル・ハンプトン等有名ミュージシャンたちが本人役を演じた。同時にサウンドトラックもグッドマン楽団の演奏でデッカ・レコードから発売されたが、グッドマンはこの時の演奏が気に入らず、キャピトル・レコードで全く同じ選曲のアルバム『ベニー・グッドマン物語』を録音した。

## 出演

### 映画

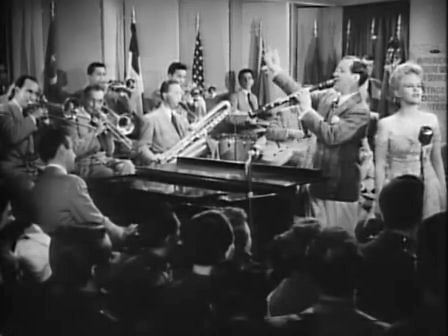
ベニー・グッドマン（右から2人目）とペギー・リー（右端）
映画「ステージドア・キャンティーン（Stage Door Canteen、1943年）」より

- 『聖林ホテル』（Hollywood Hotel 1937年） - 全盛期のベニー・グッドマン楽団の演奏シーンがある。
- 『ステージドア・キャンティーン』（Stage Door Canteen 1943年） - ベニー・グッドマン楽団が出演したミュージカル映画。
- 『バズビー・バークリーの集まれ!仲間たち』 (The Gang's All Here 1943年) - ベニー・グッドマン楽団が出演したミュージカル映画。
- 『ヒット・パレード』(A Song Is Born 1948年)  - メイゲンブラック教授 役
- 『ベニイ・グッドマン物語』（The Benny Goodman Story 1955年） - グッドマンの若年期を描いたアメリカ映画。

### CM
- 東芝 AUREX コンポーネントステレオ C5（1981年）

## 関連人物
- テディ・ウィルソン（ベニー・グッドマン楽団のピアニスト）
- ジーン・クルーパ（同ドラマー）
- ハリー・ジェイムス （同トランペッター。1937年 - 1938年、バンドに在籍）
- ライオネル・ハンプトン（同ヴァイブラフォン・プレイヤー）
- フレッチャー・ヘンダーソン（同アレンジャー）
- ジョン・ハモンド（ジャズ評論家。個人的アドバイザー）
- チャーリー・クリスチャン（ギタリスト。一時期バンドに在籍）
- ペギー・リー（歌手。1941年 - 1943年、バンドに在籍）
- アリス・ハモンド・ダックワース（Alice Hammond Duckworth ジョン・ハモンドの妹。1942年3月14日にグッドマンと結婚）
- カウント・ベイシー（ピアニスト）
- フランシス・プーランク（作曲家。自身作曲のクラリネット・ソナタの初演はグッドマンのクラリネット演奏で行われた）
- 北村英治（クラリネット奏者。来日時に一緒に演奏した）

## 来日公演
- 1958年、1964年、1980年に来日公演を行っている。
- ジャズの他に、初回来日ではモーツァルトのクラリネット五重奏曲を文化放送から全国放送（弦楽器は日本フィルハーモニー交響楽団メンバー）し、2回目の来日ではモーツァルトの協奏曲（指揮・近衛秀麿）をプログラム前半に組み込んでいる。